# (626) Notburga
(626) Notburga est un astéroïde de la ceinture principale découvert par August Kopff à Heidelberg le 11 février 1907.